# Лоуренс Грант
Персі Реджинальд Лоуренс-Ґрант (англ. Percy Reginald Lawrence-Grant; 30 жовтня 1870, Борнмут, графство Гемпшир, Англія — 19 лютого 1952, Санта-Барбара, штат Каліфорнія, США) — англійський актор, відомий своїми другорядними ролями в таких фільмах, як Живий привид', Шанхайський експрес, Маска Фу Манчу і Син Франкенштейна. Він був ведучим 4-ї церемонії нагородження кінопремії «Оскар» в 1931 році.

## Вибрана фільмографія
- 1926: Герцогиня Буффало / The Duchess of Buffalo
- 1929: Бульдог Драммонд / Bulldog Drummond
- 1932: Розлучення в сім'ї / Divorce in the Family
- 1932: Говоріть простіше / Speak Easily